# Rhyssa amoena
Rhyssa amoena là một loài tò vò trong họ Ichneumonidae.